# Microascales

Los Microascales son hongos  que actualmente se encuentran ubicados en la división Ascomycota de clase Sordariomycetes, en subclase Hypocreomycetidae. Posee 4 familias, Ceratocystidaceae,  Chadefaudiellaceae (Faurel & Schotter ex Benny & Kimbr., 1980) Halosphaeriaceae (E. Müll. & Arx ex Kohlm., 1972) Microascaceae (Luttr. ex Malloch, 1970). Tienen gran importancias económica debido a que tienen algunas especies fitopatógenas como lo son algunas especies del género Ceratocystis. 

## Descripción
El orden Microascales ha tenido una serie de cambios en su clasificación a lo largo del tiempo. Primeramente fue definida por Benny y Kimbrough en 1980, y se mencionan características distintivas de estos, como lo son sus ascosporas dextrinoides con poros germinales y en su etapa asexual, la presencia de annelo o aleuroconidios. 
Según esta clasificación, les son reconocidas dos familias: Microascaceae  y Ophiostomataceae (Alexopoulos, C., & Mims, C., 1979). Posteriormente, según Herrera y Ulloa (1998) se agregan otras características a estos hongos que forman cleistotecios que tienden a abrirse por un ostiolo  al llegar a la madurez, de modo que estos asemejan a un peritecio.  Las ascas son normalmente octosporadas, y se desarrollan en diferentes niveles del ascocarpo y que al fructificarse y madurar casi siempre son expulsadas por el ostiolo en un cirro mucilaginoso. 
De la misma forma que con la clasificación vista anteriormente, se tienen las dos mismas familias,  Microascaceae  y Ophiostomataceae. De forma muy general, la primera familia tiene cleistotecios pilosos, pueden tener o no ostiolos, sus ascas no tienen forma de ganchos, con ascosporas unicelulares, oscuras y dextrinoides antes de madurar; pueden presentar de uno a dos poros germinativos. 
La familia de los Ophiostomataceae presenta cleistotecios globosos con cuellos muy alargados y ostiolados, con filamentos o lacerados en el ápice; sus ascas pueden gelatinizarse al llegar a la madurez; sus ascas pueden presentar diversas formas como globosas, ovoides alargadas en forma de creciente lunar o de sombrero. En su forma asexual, los conidios a menudo forman sinemas y existen géneros con más de un estado conidial.
A pesar de que ya fue mencionado anteriormente en repetidas ocasiones, se creó una pequeña discrepancia con respecto al parentesco del orden de los Microascales con la, hasta ahora familia de Ophiostomataceae. Por esto Sparaphora y Blackwell (1994) determinaron por secuencias de ADN ribosómico que no formaban un grupo monofilético, con esto, también observaron que Ophistonoma tiene mayor relación con el orden de los Diaporthales, mientras que Ceratocystis tiene una relación más estrecha con Microascus, de Microascales.
Nuevamente, con más investigación se observa un cambio en la descripción del orden, ya que se caracteriza por tener peritecios con cuellos alargados, con rareza de observar cleistotecios; se puede observar que las ascas son producidas en una cavidad peritonial y no por croziers, y que por este hecho se pudo confundir en el pasado y se le atribuyera una relación con los Plectomycetes, sin embargo existe otra relación igualmente controversial debido a semejanzas periteciales y características ecológicas similares que es nuevamente entre Ceratocystis (Microascales) y Ophiostoma (Ophiostomatales). Sin embargo gracias a las pruebas de ADN ribosómico de Sparaphora y Blackwell (1994) se confirma que no están relacionados filogenéticamente. 
Posterior a esto para complementar las pruebas Alexopoulus y colaboradores (1994) mencionaron diferencias entre estos órdenes. Estas son principalmente que: 
1. El estado anamórfico de los Ophistomales es annellídico por lo contrario del de Ceratocystis que es fialídico.
2. La forma de infectar a sus hospederos es completamente distinta; ejemplo de esto es que Ophiostoma spp. infecta a través de túneles de insectos, mientras que Ceratocystis spp. infecta a través de heridas.
3. La pared celular; pared de Ophiostoma spp. contiene polímeros a base de ramnosa y celulosa, por el contrario Ceratocystis no los posee.
4. Sensibilidad a sustancias químicas, Ophiostoma no tienen algún efecto en presencia de cicloheximida, mientras que Ceratocystis presenta  sensibilidad.[5]